# Novi Bezdan
Novi Bezdan – wieś w Chorwacji, w żupanii osijecko-barańskiej, w gminie Petlovac. W 2011 roku liczyła 300 mieszkańców.